# Campeonato da Polinésia de Atletismo de 2007
O Campeonato da Polinésia de Atletismo de 2007 foi a 3ª edição da competição organizada pela Associação de Atletismo da Oceania em 2007, representando a região da Polinésia, na Oceania. O evento foi celebrado em Rarotonga, nas Ilhas Cook, sendo realizado em conjunto com o Campeonato da Escola Secundária das Ilhas Cook e o Campeonato Nacional de Atletismo das Ilhas Cook. Estava aberto para atletas com menos de 19 anos, classificados como sub-19.  Contou um total de 23 provas (12 masculino, 10 feminino e 1 misto), tendo como destaque Tonga com 19 medalhas sendo 11 de ouro. Foram fornecidos relatórios detalhados para a AAO. 

## Medalhistas
Resultados completos podem ser encontrados na página da Associação de Atletismo da Oceania  e na página da Federação Francesa de Atletismo da Polinésia Francesa. 

### Masculino
| Evento               | Ouro                               | Ouro    | Prata                                 | Prata   | Bronze                                | Bronze |
| -------------------- | ---------------------------------- | ------- | ------------------------------------- | ------- | ------------------------------------- | ------ |
| 100 metros           | Andy Lui · Tonga                   | 11.2    | Epeli Ika · Tonga                     | 11.4    | Edward Tomasi · Samoa                 | 11.6   |
| 200 metros           | Andy Lui · Tonga                   | 22.9    | Epeli Ika · Tonga                     | 23.1    | Edward Tomasi · Samoa                 | 23.3   |
| 400 metros           | Iulio Lafai · Samoa                | 53.1    | Edward Tomasi · Samoa                 | 55.0    | Yann Follin · Polinésia Francesa      | 56.3   |
| 800 metros           | Iulio Lafai · Samoa                | 2:04.1  | Valentin Laboube · Polinésia Francesa | 2:11.1  | Yann Follin · Polinésia Francesa      | 2:12.4 |
| 1 500 metros         | Justin Monier · Polinésia Francesa | 4.17.9  | Iulio Lafai · Samoa                   | 4.25.9  | Valentin Laboube · Polinésia Francesa | 4.40.2 |
| 5 000 metros         | Justin Monier · Polinésia Francesa | 18:23.0 | Iulio Lafai · Samoa                   | 18:41.0 |                                       |        |
| Salto em altura      | Aisea Vakameilalo · Tonga          | 1.90m   | Kris Williamson · Ilhas Cook          | 1.73m   | George Baxter · Ilhas Cook            | 1.64m  |
| Salto em comprimento | Arthur Cognez · Polinésia Francesa | 5.94m   | Hugh Henry · Ilhas Cook               | 5.93m   | Junior Aifulu · Samoa                 | 5.60m  |
| Salto triplo         | Aisea Vakameilalo · Tonga          | 12.56m  | Junior Aiulu · Samoa                  | 12.04m  |                                       |        |
| Arremesso de peso    | Mikaele Manuele · Samoa            | 14.91m  | Ben Moimoi · Tonga                    | 13.78m  | Maara Tuare · Ilhas Cook              | 12.90m |
| Lançamento de disco  | Mikaele Manuele · Samoa            | 41.83m  | Henry Taripo · Ilhas Cook             | 39.21m  | Ben Moimoi · Tonga                    | 37.53m |
| Lançamento do dardo  | Ioane Tamatoa · Ilhas Cook         | 41.81m  | Penisimani Moimoi · Tonga             | 40.59m  | Hugh Henry · Ilhas Cook               | 40.31m |

### Feminino
| Evento               | Ouro                                   | Ouro   | Prata                            | Prata  | Bronze                           | Bronze |
| -------------------- | -------------------------------------- | ------ | -------------------------------- | ------ | -------------------------------- | ------ |
| 100 metros           | Vasi Feke · Tonga                      | 12.7   | Patricia Taea · Ilhas Cook       | 13.2   | Lila Waetin · Samoa Americana    | 13.3   |
| 200 metros           | Vasi Feke · Tonga                      | 26.8   | Patricia Taea · Ilhas Cook       | 27.5   | Samantha Lockington · Ilhas Cook | 27.6   |
| 800 metros           | Manutahi Heimoana · Polinésia Francesa | 2:56.3 |                                  |        |                                  |        |
| 1 500 metros         | Manutahi Heimoana · Polinésia Francesa | 5.54.2 |                                  |        |                                  |        |
| Salto em altura      | Unaloto Taukiuvea · Tonga              | 1.49m  | Kalina Mamao · Tonga             | 1.35m  |                                  |        |
| Salto em comprimento | Kalina Mamao · Tonga                   | 5.19m  | Samantha Lockington · Ilhas Cook | 5.04m  | Patricia Taea · Ilhas Cook       | 4.79m  |
| Salto triplo         | Kalina Mamao · Tonga                   | 10.12m | Unaloto Taukiuvea · Tonga        | 9.49m  | Rowena Faaiuaso · Samoa          | 9.07m  |
| Arremesso de peso    | Judy Tuara · Ilhas Cook                | 11.82m | Siloni Koloa · Tonga             | 11.18m | Dorothy Kiria · Ilhas Cook       | 10.01m |
| Lançamento de disco  | Siloni Koloa · Tonga                   | 35.23m | Siaopo Tautalafua · Samoa        | 32.64m | Judy Tuara · Ilhas Cook          | 31.24m |
| Lançamento do dardo  | Perle Buard · Polinésia Francesa       | 39.99m | Samantha Lockington · Ilhas Cook | 34.57m | Judy Tuara · Ilhas Cook          | 33.96m |

### Misto
| Evento                   | Ouro  | Ouro   | Prata         | Prata  | Bronze | Bronze |
| ------------------------ | ----- | ------ | ------------- | ------ | ------ | ------ |
| Revezamento medley 800 m | Tonga | 1:45.0 | Ilhas Cook† B | 1:50.3 | Samoa  | 1:55.2 |

†: A equipe B provavelmente não era elegível para ganhar uma medalha.

## Quadro de medalhas (não oficial)
A tabela de medalhas foi publicada. 
| Ordem | País               | Medalha de ouro | Medalha de prata | Medalha de bronze | Total |
| ----- | ------------------ | --------------- | ---------------- | ----------------- | ----- |
| 1     | Tonga              | 11              | 7                | 1                 | 19    |
| 2     | Polinésia Francesa | 6               | 1                | 3                 | 10    |
| 3     | Samoa              | 4               | 5                | 5                 | 14    |
| 4     | Ilhas Cook         | 2               | 7                | 8                 | 17    |
| 5     | Samoa Americana    | 0               | 0                | 1                 | 1     |
| Total | Total              | 23              | 20               | 18                | 61    |

†: A equipe B do revezamento medley das Ilhas Cook provavelmente não era elegível para ganhar uma medalha.

## Participantes
Segundo uma contagem não oficial, 48 atletas de 5 nacionalidades participaram.
| - Samoa Americana (6) - Ilhas Cook (18) | - Polinésia Francesa (7) - Samoa (8) | - Tonga (9) |

Legenda
| Recorde mundial       | Recorde mundial (World record)               |                       | Recorde africano                      | Recorde africano (African) |                                           | Q | Classificado por posição (Qualified) |
| Recorde do campeonato | Recorde do campeonato (Championship record)  | Recorde da América    | Recorde da América (Americas)         | q                          | Classificado por melhor tempo (Qualified) |   |                                      |
| Melhor marca do ano   | Melhor marca do ano (World leading)          | Recorde asiático      | Recorde asiático (Asian)              | DNS                        | Não largou (Did not start)                |   |                                      |
| Recorde nacional      | Recorde nacional (National record)           | Recorde europeu       | Recorde europeu (European)            | DNF                        | Não terminou (Did not finish)             |   |                                      |
| Recorde pessoal       | Recorde pessoal do atleta (Personal best)    | Recorde da Oceania    | Recorde da Oceania (Oceania)          | DSQ / DQ                   | Desclassificado (Disqualified)            |   |                                      |
| Recorde da temporada  | Recorde da temporada do atleta (Season best) | Recorde sul-americano | Recorde sul-americano (South America) | NM                         | Sem marca (No mark)                       |   |                                      |